# Прадавній Парфенон
Прадавній Парфенон або Прадавній Партенон (англ. Older Parthenon, рідше англ. Pre‐Parthenon), іноді Парфенон I та Парфенон II — умовна назва прадавнього храму Афінського акрополя, присвяченого богині Афіні. Цей храм мав замінити зруйнований вщент персами Гекатомпедон і стати головним афінським святилищем, присвяченим богині Афіні Поліаді — покровительці міста (цей епітет походить від слова поліс), а не Афіні Парфенос — Діві, як власне Парфенон.

## Історія
Існування Прадавнього Парфенона відоме й завдяки свідченням Геродота. Барабани колон храму чітко виділялись на тлі інших блоків північної стіни Ерехтейона. Вперше субструктури більш раннього храму відкрив професор Людвіг Росс під час розкопок 1835—1836 років. Матеріали розкопок 1885—1890 років під керівництвом Панайотіса Каввадіаса дали нові докази існування храму. Результати розкопок дозволили німецькому архітектору та археологу класичності, Вільгельму Дерпфельду, тодішньому директору Німецького археологічного інституту в Афінах, стверджувати факт кількох стадій будівництва Прадавнього Парфенона.
Найбільш ранній етап будівництва міг початись в добу Клісфена, храм зводиться, імовірно, із вапняка. Храм цього періоду Дерпфельд назвав Парфеноном I, або Па I. Другий етап будівництва храму розпочавсь незабаром після перемоги греків над персами при Марафоні, тобто близько 490—488 років до н. е. Незавершена робота продовжувалась тепер із використанням мармуру. Храм цього періоду Дерпфельд назвав Парфеноном II, або Па II. Виходячи із цієї теорії, Перикловий Парфенон Дерпфельд назвав Парфеноном III, або Па III. Спостереження Дерпфельда засновувались на тому, що три перші щаблі сходів Парфенону I були складені пороським вапняком, як і стилобат, а верхній щабель — каррайським вапняком. Останню також перекривав нижній мармуровий щабель Периклового Парфенона.
Якщо довжина Гекатомпедона становила 32 м, то розміри Прадавнього Парфенона в плані були близькими до нинішнього храму. Посеред південного схилу Акрополя звели підпірну стіну, а в основу пагорба уклали вапняні блоки, аби підняти будівельний майданчик над скелею приблизно на 7 м. Цей храм являв собою периптер і мав по 6 та 16 колон по ширині та довжині. Відомо, що стилобат та сходи Парфенона II виконали з мармуру. Стилобат був меншим і розташовувався трохи на північ від Периклового Парфенона. Це стало ще одним доказом того, що фундамент належав іншій будівлі на Акрополі, пізніше майже повністю перекритий фундамент величнішого Парфенона ІІІ. Проте 480 до н. е., коли будівельникам вдалось звести колони тільки до висоти другого барабану, місто спустошило перське військо Ксеркса. Будівництво припинилось на майбутні 30 років.
За переказом, афіняни не відновлювали храм Афіни впродовж 30 років після того, як 479 до н. е. дали клятву при Платеях не відновлювати споруд, винищених персами. Клятву цю скасував 450 до н. е. Калієв мир. Проте розкопки 1910 року Берта Ходжа Хілла дозволили заперечити Дерпфельду і визначити час зведення Парфенона ІІ добою Кімона — після 468 до н. е. Датування ускладнювала певна недбалість розкопок 1885—1890 років, під час яких знахідки були майже незадокументовані, пересунені зі своїх місць тощо. В результаті безповоротно була втрачена цінна інформація. За результатами своїх розкопок Хілл доповідав, що окрім фундаменту та великих субструктур храму in situ знайдено 250 фрагментів Прадавнього Парфенона, з яких 38 знайшли в різних точках Акрополя, 177 — у північній стіні і щонайменше 35 вбудовані в сучасний Парфенон. 175 фрагментів були ретельно вивчені.
Плутанина із датуванням надихнула археолога Вільяма Белла Дінсмура. Своїм завданням він визначив — встановити часові границі двох знайдених фундаментів та 5 стін, перекритих повторним терасуванням Акрополя під час будівництва Периклового Парфенона. Дінсмур дійшов висновку, що максимально можливий термін для Парфенона І — не раніше 495 до н. е., всупереч даті, зазначеній Дерпфельдом. Дінсмур також заперечував існування двох Прадавніх Парфенонів. За ним, єдиний Прадавній Парфенон — той храм, який Дерпфельд назвав Парфеноном ІІ.
Теорії Дерпфельда і Хілла залишаються популярними нині, хоча жодна ані доведена остаточно, ані скасована переконливими аргументами.